# Siverek

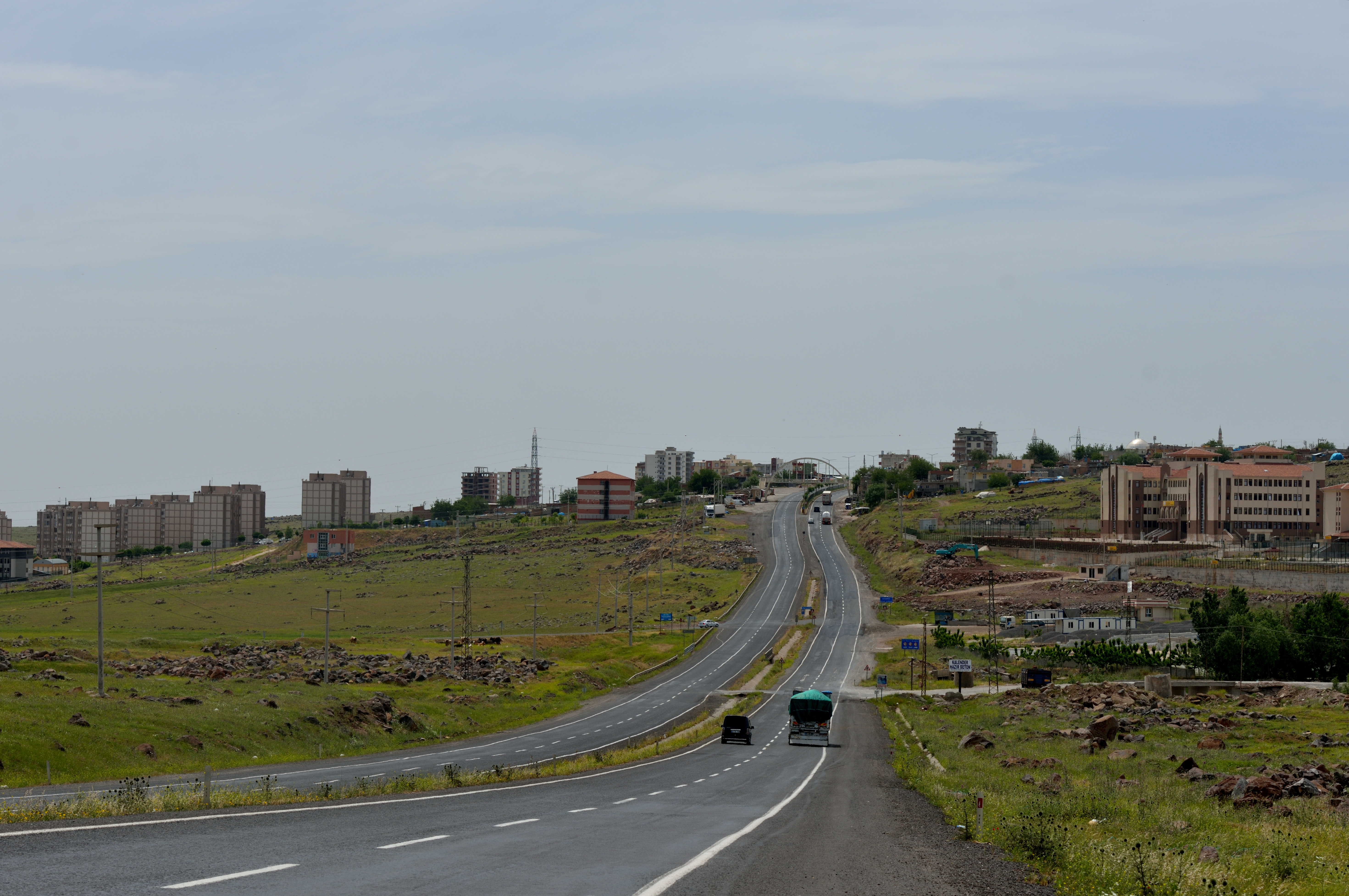
Siverek

Siverek (på nordkurdiska/kurmanji:  kallas fêr Sêvêreg eller  Siwêreg; zazaiska: Sêwrege) är en stad i provinsen Şanlıurfa i sydöstra Turkiet. Folkmängden uppgick till 266.339 invånare i slutet av 2011. Väster om staden ligger floden Eufrat och väster därom ligger berget Nemrut. I öster ligger berget Karacadag 1957m. Siverek ligger mellan städerna Diyarbakır i nordöst (cirka 83 kilometer därifrån) och Şanlıurfa i sydväst.